# I'll Remember
"I'll Remember" là một bài hát của nghệ sĩ thu âm người Mỹ Madonna nằm trong bộ phim With Honors (1994). Nó được phát hành vào ngày 15 tháng 3 năm 1994 bởi Warner Bros. Records như là đĩa đơn trích từ album nhạc phim. Bài hát sau đó cũng xuất hiện trong tuyển tập ballad của cô, Something to Remember (1995). Sau khi vấp phải nhiều phản hồi tiêu cực lẫn tác động thương mại từ việc phát hành cuốn sách ảnh người lớn Sex, album phòng thu Erotica và bộ phim Body of Evidence, "I'll Remember" đánh dấu một sự biến chuyển lớn trong phong cách và hình ảnh của Madonna. Warner Bros. quyết định để Madonna tham gia hát nhạc phim sau khi nhận thấy rằng tất cả những bài hát trước đây được cô thể hiện cho những bộ phim đều gặt hái những thành công lớn về mặt thương mại.
Được viết lời và sản xuất bởi Madonna và Patrick Leonard với sự tham gia hỗ trợ viết lời từ Richard Page, "I'll Remember" mang phong cách của âm nhạc cuối thập niên 1970, trong đó họ tận dụng tiếng keyboard điện tử tổng hợp để mang lại hiệu ứng âm thanh như tiếng nhịp đập dồn dập của trái tim. Giọng hát của Madonna cũng được hỗ trợ bởi lượng giọng nền dày đặc. Nó nhận được nhiều phản ứng tích cực từ các nhà phê bình âm nhạc, trong đó họ gọi đây là một trong những nhạc phẩm xuất sắc nhất của Madonna. Bài hát đã nhận được đề cử giải Grammy cho Ca khúc hay nhất viết cho phim điện ảnh, truyền hình hoặc phương tiện truyền thông khác tại lễ trao giải thường niên lần thứ 37 cũng như Ca khúc trong phim hay nhất tại giải Quả cầu vàng lần thứ 52.
Về mặt thương mại, "I'll Remember" đứng đầu bảng xếp hạng ở Canada và Ý, và lọt vào top 10 ở nhiều thị trường khác như Úc, Ireland, Thụy Điển và Vương quốc Anh. Tại Hoa Kỳ, nó đạt vị trí thứ hai trên bảng xếp hạng Billboard Hot 100, giúp cô cân bằng kỷ lục với Elvis Presley cho Nghệ sĩ có nhiều đĩa đơn á quân nhất, và đạt vị trí quán quân trên bảng xếp hạng Adult Contemporary. Video ca nhạc của bài hát được đạo diễn bởi Alek Keshishian, bao gồm những cảnh Madonna hát trong phòng thu và một vài cảnh đặc trưng của With Honors. Diện mạo và phong cách của cô trong video được đánh giá mang nhiều điểm tương đồng với video ca nhạc của đĩa đơn trước, "Rain". Hình ảnh Madonna hút thuốc trước khi kết thúc video nhận được nhiều lời tán dương từ giới phê bình trong việc phá bỏ rào cản giới tính.

## Danh sách bài hát và định dạng
| - Đĩa CD tại Mỹ, Đĩa 7" / Đĩa đơn cassette tại Vương quốc Anh, Đĩa 7" toàn cầu 1. "I'll Remember (Theme from With Honors)" – 4:19 2. "Secret Garden" – 5:32 - Đĩa CD Maxi tại Mỹ 1. "I'll Remember (Theme from With Honors)" – 4:20 2. "I'll Remember (Theme from With Honors)" (Guerilla Beach Mix) – 6:18 3. "Why's It So Hard" (trực tiếp từ the Girlie Show) – 5:12 4. "I'll Remember (Theme from With Honors)" (Orbit Remix) – 4:19 | - Đĩa CD tại Vương quốc Anh 1. "I'll Remember (Theme from With Honors)" – 4:19 2. "I'll Remember (Theme from With Honors)" (Orbit Remix) – 4:19 3. "I'll Remember (Theme from With Honors)" (Guerilla Beach Mix) – 6:18 4. "Why's It So Hard" (trực tiếp từ the Girlie Show) – 5:12 - Đĩa 12" tại Vương quốc Anh 1. "I'll Remember (Theme from With Honors)" (Guerilla Beach Mix) – 6:10 2. "I'll Remember (Theme from With Honors)" (Guerilla Groove Mix) – 6:07 3. "I'll Remember (Theme from With Honors)" – 4:22 4. "I'll Remember (Theme from With Honors)" (Orbit Alternative Remix) – 4:30 |

## Đội ngũ sản xuất
- Madonna – sáng tác, hát
- Patrick Leonard – đồng sáng tác, trống, keyboard, sản xuất
- Richard Page – đồng sáng tác
- Dean Parks – guitar
- Suzie Katayama – cello

## Xếp hạng và chứng nhận
| Bảng xếp hạng (1994)                  | Vị trí cao nhất |
| ------------------------------------- | --------------- |
| Úc (ARIA)                             | 7               |
| Bỉ (Ultratop 50 Flanders)             | 32              |
| Bỉ (VRT Top 30)                       | 25              |
| Canada Top Singles (RPM)              | 1               |
| Canada Adult Contemporary (RPM)       | 1               |
| Châu Âu European Hot 100 Singles      | 15              |
| Pháp (SNEP)                           | 40              |
| Đức (Official German Charts)          | 49              |
| Ireland (IRMA)                        | 10              |
| Ý (FIMI)                              | 1               |
| Hà Lan (Dutch Top 40)                 | 34              |
| Hà Lan (Single Top 100)               | 28              |
| New Zealand (Recorded Music NZ)       | 37              |
| Scotland (OCC)                        | 12              |
| Thụy Điển (Sverigetopplistan)         | 9               |
| Thụy Sĩ (Schweizer Hitparade)         | 17              |
| Anh Quốc (OCC)                        | 7               |
| Hoa Kỳ Billboard Hot 100              | 2               |
| Hoa Kỳ Adult Contemporary (Billboard) | 1               |
| Hoa Kỳ Pop Airplay (Billboard)        | 2               |
| Hoa Kỳ Rhythmic (Billboard)           | 14              |

| Bảng xếp hạng (1994)                 | Vị trí |
| ------------------------------------ | ------ |
| Australia (ARIA)                     | 41     |
| Canada Top Singles (RPM)             | 2      |
| Canada Adult Contemporary (RPM)      | 27     |
| Italy (FIMI)                         | 8      |
| Netherlands (Dutch Top 40)           | 273    |
| Sweden (Sverigetopplistan)           | 66     |
| UK Singles (Official Charts Company) | 92     |
| US Billboard Hot 100                 | 13     |
| US Adult Contemporary (Billboard)    | 11     |
| US Radio Songs (Billboard)           | 10     |
| US Singles Sales (Billboard)         | 44     |

| Quốc gia                                  | Chứng nhận | Số đơn vị/doanh số chứng nhận |
| ----------------------------------------- | ---------- | ----------------------------- |
| Úc (ARIA)                                 | Vàng       | 35.000^                       |
| Hoa Kỳ (RIAA)                             | Vàng       | 500,000                       |
| ^ Chứng nhận dựa theo doanh số nhập hàng. |            |                               |